# لیکویو (لوئیزیانا)
لیکویو (به انگلیسی: Lakeview) یک منطقهٔ مسکونی در ایالات متحده آمریکا است. لیکویو ۲٫۲ کیلومتر مربع مساحت و ۹۴۸ نفر جمعیت دارد و ۶۰٫۹۶ متر بالاتر از سطح دریا واقع شده‌است.